# Волф Лудвиг фон Геминген
Волф Лудвиг фон Геминген (на немски: Wolf Ludwig von Gemmingen; * 1652; † 24 октомври 1691 в Хаймсхайм в Баден-Вюртемберг) е благордник от от стария алемански рицарски род Геминген в Крайхгау в Баден-Вюртемберг.
Той е син на Волф Вилхелм фон Геминген (1622 – 1668) и съпругата му Анна Регина Хундбис фон Ратценрид († 1668), дъщеря на Йобст Лудвиг Хундбис фон Ратценрид и Доротея Шенк фон Щауфенберг. Внук е на Георг Диполд фон Геминген (1584 – 1624) и Анна Маргарета фон Кньоринген († 1665).
Волф Лудвиг фон Геминген умира на 39 години на 24 октомври 1691 г. в Хаймсхайм.

## Фамилия
Волф Лудвиг фон Геминген се жени на 19 октомври 1670 г. в Аугсбург за графиня Мария Юлиана Фугер фон Кирхберг и Вайсенхорн (1633 – 1678), единствената дъщеря на граф Якоб Фугер фон Кирхберг и Вайсенхорн (1606; – 1632) и Юлиана Сидония Фугер фон Кирхберг и Вайсенхорн (1604 – 1632). Бракът е бездетен.
Волф Лудвиг фон Геминген се жени втори път на 7 януари 1679 г. за Фелицитас Юлиана фон Калтентал (* 11 декември 1655; † 25 февруари 1709, Мюлхаузен), дъщеря на Райнхард Хайнрих фон Калтентал и Сибила Мария фон Халвайл. Те имат два сина:
- Волф Дитрих фон Геминген-Щайнег (* 29 октомври 1680; † 1738), фрайхер, женен I. на 24 септември 1708 г. в Хопферау за фрайин Мария Елизабета фон Фрайберг († 17 юни 1718), II. 1725 г. за Мария Магдалена фон Видерхолд цу Вайденхофен (* 24 януари 1686; † 9 нарт 1746, Кирххайм); от първия брак има син и дъщеря
- Райнхард Лудвиг фон Геминген-Щайнег (* 19 ноември 1681, Мюлхаузен; † 25 април 1726, Мюлхаузен), фрайхер, женен на 26 февруари 1713 г. в Мюлхаузен за Мария Йозефа Франциска Келер фон Шлайтхайм († 30 април 1726, Мюлхаузен); имат един син